# Paiporta (kommunhuvudort)
Paiporta är en kommunhuvudort i Spanien.   Den ligger i provinsen Província de València och regionen Valencia, i den östra delen av landet, 300 km öster om huvudstaden Madrid. Paiporta ligger 32 meter över havet och antalet invånare är 23 519.
Terrängen runt Paiporta är platt, och sluttar österut.Runt Paiporta är det mycket tätbefolkat, med 4 343 invånare per kvadratkilometer. Närmaste större samhälle är Valencia, 5,8 km nordost om Paiporta. Trakten runt Paiporta består till största delen av jordbruksmark.